# Buell Lightning Super TT XB12STT
Die Buell Lightning Super TT XB12STT war ein von 2007 bis 2008 produziertes Motorrad der Kategorie Naked Bike der Buell Motorcycle Company. Auf Grund ihrer Optik kommt sie jedoch einer großen Supermoto nahe.

## Beschreibung
Das Motorrad basiert technisch auf der Lightning® Long XB12Ss, den Unterschied machen die Fahrwerkselemente mit ca. 20 mm mehr Federweg und diverse Motocross-Elemente (Lenker, Handprotektoren, hoher Frontkotflügel, seitliche Startnummerntafeln, Scheinwerferschutzgitter). Serienbereifung war der Pirelli Scorpion Sync, ein Straßenreifen, dessen Profil optisch an das von Reiseenduro-Reifen angelehnt ist.